# Tivoli (Nowy Jork)
Tivoli – wieś w Stanach Zjednoczonych, w stanie Nowy Jork, w hrabstwie Dutchess. W 2010 liczyła 1118 mieszkańców.